# Cunaxa violaphila
Cunaxa violaphila är en spindeldjursart som beskrevs av Sergeyenko 2009. Cunaxa violaphila ingår i släktet Cunaxa och familjen Cunaxidae. Inga underarter finns listade i Catalogue of Life.